# TSR Góra Wideta
TSR Góra Wideta – telewizyjna stacja retransmisyjna z wieżą o wysokości 36 m, zlokalizowana na Widecie, koło Kalnicy. Właścicielem obiektu jest EmiTel sp. z o.o.
19 marca 2013 została zakończona emisja programów telewizji analogowej. Tego samego dnia rozpoczęto nadawanie sygnału trzeciego multipleksu w ramach naziemnej telewizji cyfrowej. 

## Parametry
- Wysokość posadowienia podpory anteny: 750 m n.p.m.[3]
- Wysokość zawieszenia systemów antenowych: Radio: 30, TV: 35 m n.p.t.[3]

## Transmitowane programy

### Programy telewizyjne – cyfrowe
| Nazwa multipleksu | Częstotliwość | Kanał | Moc promieniowana nadajnika | Polaryzacja | Kompresja wizji |
| ----------------- | ------------- | ----- | --------------------------- | ----------- | --------------- |
| MUX 3             | 538,00 MHz    | 29    | 0,012 kW                    | pozioma     | MPEG-4          |

### Programy radiowe
| LP | Program | Właściciel         | Częstotliwość | Moc nadajnika | Polaryzacja |
| -- | ------- | ------------------ | ------------- | ------------- | ----------- |
| 1  | VOX FM  | Grupa Radiowa Time | 87,6 MHz      | 0,5 kW        | pozioma     |

## Nienadawane analogowe programy telewizyjne
| LP | Program | Właściciel            | Częstotliwość | Kanał | Moc nadajnika | Polaryzacja | Data wyłączenia nadajnika |
| -- | ------- | --------------------- | ------------- | ----- | ------------- | ----------- | ------------------------- |
| 1  | TVP1    | Telewizja Polska S.A. | 495,25 MHz    | 24    | 0,04 kW       | pozioma     | 19 marca 2013             |